# Poullet
De familie Poullet is een hoofdzakelijk Leuvense familie, van wie verschillende leden een prominente rol in de Belgische samenleving hebben gespeeld. De belangrijkste onder hen was Prosper Poullet, die eerste minister werd. Verschillende leden waren parlementslid, hoogleraar, magistraat of hoger officier.

## Genealogische opvolging
- Yves Poullet (1760-1841) x 1796 Jeanne Scheppers (1785-1838).
  - Cornelius Poullet (1799-1866) x Maria-Catharina van Tilt (°1802).
    - Prosper Jules Jean Joseph Poullet (Leuven, 28 april 1837 - Antwerpen, 10 april 1907), cavalerieofficier, x Marie-Jeanne Jaques (1847-1915). In 1898 verkreeg hij opname in de Belgische erfelijke adel.
      - Maurice Poullet de Houtain (1929) (Antwerpen, 1874 - Vorst, 1941), priester.
      - Arthur Poullet de Houtain (1929) (Antwerpen, 1877 - Leuven, 1932) x 1932 gravin Theodora de t'Serclaes de Wommersom (1882-1943). Hij verkreeg in 1924 de titel ridder, overdraagbaar bij eerstgeboorte en in 1929 de vergunning om de Houtain aan de familienaam toe te voegen.
        - Joseph Poullet de Houtain (1917-1974) x 1955 Marie Louise van de Vyvere (1929), dochter van burggraaf Maurice van de Vyvere. Het echtpaar kreeg vier dochters die adellijk trouwden, maar de naamdragers doven uit.

  - Prosper Joseph Emmanuel Poullet (Leuven, 7 december 1807 - 3 april 1881) x 1837 Erminie Holvoet (1807-1870). Hij was voorzitter van de rechtbank van eerste aanleg in Leuven en hoogleraar aan de Katholieke Universiteit Leuven. Zij was de dochter van Benoît Holvoet, een belangrijk ambtenaar in de Oostenrijkse, Franse en Hollandse Tijd. In 1871 werd Poullet in de Belgische erfelijke adel opgenomen.
    - Edmond-Ives Poullet (Mechelen, 1839 - Leuven, 1882) x 1867 Pauline Ernst (Leuven, 1840-1903), dochter van Antoine Ernst en Jeanne Snoeck. Poullet was voorzitter van de rechtbank van eerste aanleg in Leuven, hoogleraar aan de Katholieke Universiteit Leuven en lid van de Koninklijke Academie van België.
      - Prosper Poullet (Leuven, 1868-1937) x 1894 Marie de Monge de Franeau (1871-1953). Het echtpaar kreeg zes kinderen. Hij was Belgisch eerste minister. In 1925 kreeg hij de titel burggraaf, overdraagbaar bij eerstgeboorte.
        - Yves-Jean Poullet (1897-1971) x 1927 Yvonne Belpaire (1900-1985). Hij was majoor in de Belgische artillerie, leraar aan de Krijgsschool.
          - Edmond Poullet (1928-2020), ingenieur, x 1954 Monique Gevers (°1929). Hij was vice-admiraal en hoofd van de Belgische Zeemacht, vleugeladjudant van de koning, docent aan het Europacollege. Hij was ook ridder in de Orde van het Heilig Graf, lid en proost van de Edele Confrérie van het Heilig Bloed. Het echtpaar heeft een dochter.
          - Edouard Poullet (°1929) x 1961 Nadine Robyns de Schneidauer (1935-2011). Hij was secretaris van het Vast wervingssecretariaat van de Belgische staat, senator, minister van de Franse Gemeenschap voor sociale zaken, opleiding en toerisme, voorzitter van de Gewestraad Brussel-hoofdstad, hoogleraar Katholieke Universiteit Leuven. Het echtpaar heeft een zoon en twee dochters, met vooruitzicht van uitdoving.
          - Johnny Poullet (°1931) trouwde in 1961 in Gent met Bernadette Iweins d'Eeckhoutte (°1939). Met afstammelingen tot heden.

        - Antoinette Poullet (1899-1940) werd franciscanes en missionaris.

      - Arnold Poullet (1869-1927). Hij was voorzitter van het Hof van Beroep in Luik. Hij verkreeg in 1923 de titel ridder, overdraagbaar bij eerstgeboorte, en bleef vrijgezel.
      - Albéric Poullet (1870-1896), was districtscommissaris in Congo Vrijstaat en bleef vrijgezel.
      - Antoinette Poullet (1872-1898), kloosterzuster.

    - Albert Poullet (Leuven, 1842 - Brussel, 1918). Hij was rechter bij de rechtbank van eerste aanleg in Brussel en bleef vrijgezel.